# 德森博卡杜拉德里奧格蘭德
德森博卡杜拉德里奧格蘭德（西班牙語：Desembocadura de Río Grande），是尼加拉瓜的城鎮，位於該國東部，由南大西洋自治區負責管轄，始建於1996年5月31日，面積1,738平方公里，海拔高度5米，2005年人口3,585，人口密度每平方公里2.06人。
12°55′55″N 83°34′37″W / 12.93194°N 83.57694°W